# Indignation

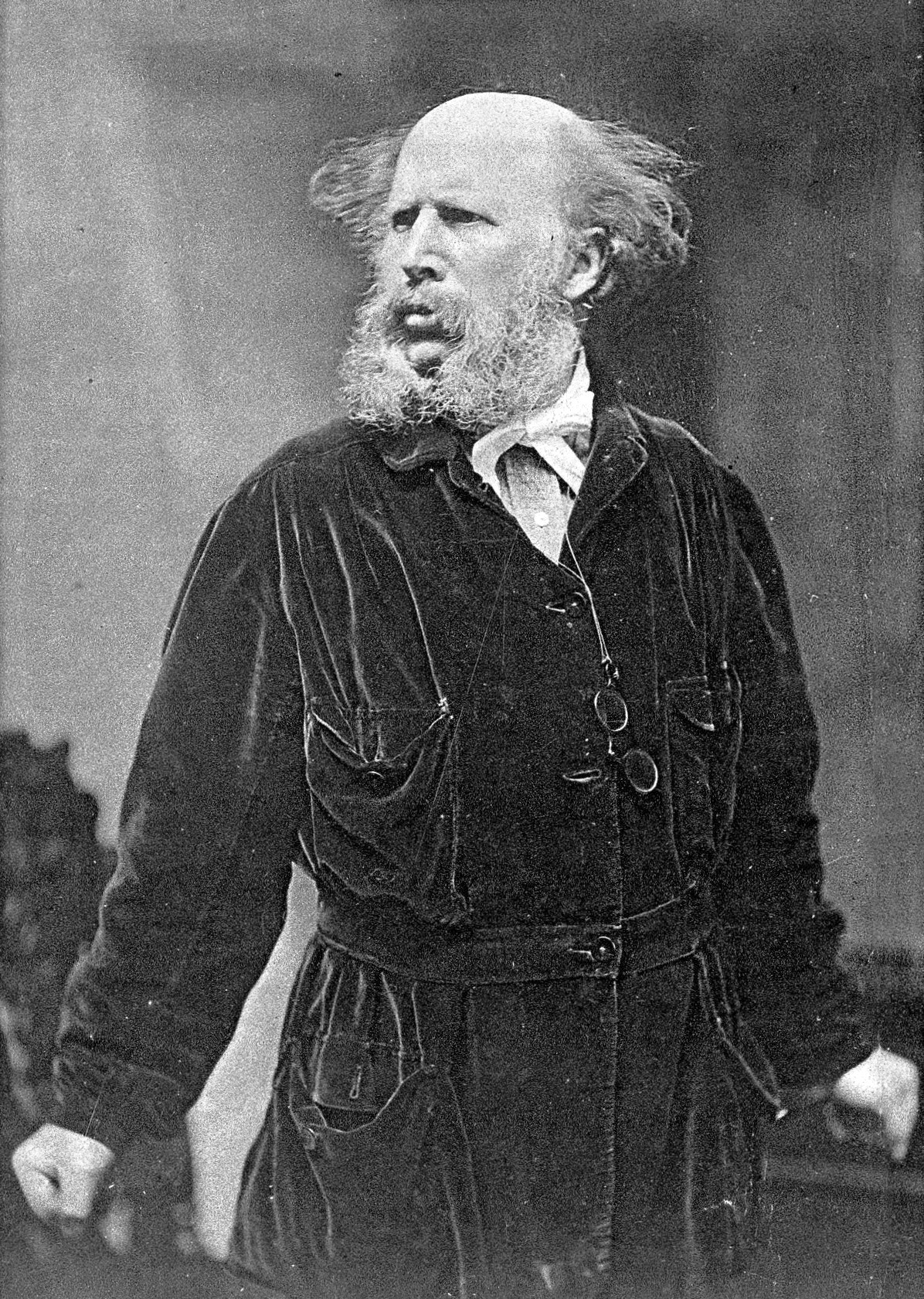
Indignation

Indignation (von lat. „indignitas“ Unwürdigkeit, franz. indignation, engl. indignation) bedeutet Entrüstung, Empörung im Sinne eines moralischen Gefühls. Das zugehörige Adjektiv lautet indigniert. Laut Meyers Großes Konversations-Lexikon von 1905  ist Indignation die „Entrüstung, gerechter Unwille über eine unwürdige, vom sittlichen Gefühl verurteilte Handlung.“
Der Begriff steht neben Emotionen wie Groll, Scham und Schuld, meist für die Reaktion mit einem negativen Gefühl auf die – nach eigenem Urteil – schlechte Handlung eines anderen. Indignation ist persönlicher oder gemeinschaftlicher Ausdruck der empfundenen Entwürdigung (vulgo „Beleidigung“), die in Missachtung und Verletzung einer sozialen Norm durch einen Dritten geschieht. Sie dient zugleich als Mittel der Sanktion und der Wiederherstellung der Integrität dieser Norm. Als polemisches Mittel kann sie ebenso manipulativ konformistisch eingesetzt wie normkritisch provoziert werden. 
„Indigniert“ kann nur derjenige reagieren, der sich einer solchen Norm verpflichtet und in Verhalten und Selbstverständnis (Identität) daran gebunden sieht. „Indignation“ kann so als spontane oder vermittelte Reaktion auf einen diesbezüglichen Legitimationskonflikt verstanden werden.